# Tingui-Botó
Tingui-Botó (Tingui), pleme američkih Indijanaca iz istočnobrazilske države Alagoas, na rezervatu Terra Indígena Tingui-Botó, općina općine Feira Grande. Njihova jezična pripadnost još nije ustanovljena, jezik im je izumro pa danas govore portugalskim jezikom. Sve do ranih 80.-tih godina, kada im je FUNAI priznao autohtoni identitet, nazivani su imenom  "caboclos". Prema samima njima, točnije vraču koji se zove Adalberto Ferreira da Silva, njihov jezik zove se dzbokuá, a koriste ga u svojim tajnim ritualima Ouricuri.
Naziv dzbokuá vjerojatno označava isti onaj jezik koji je jezikoslovcima poznat pod nazivom dzubukuá ili dzubucua kojim je govorilo istoimeno pleme, a pripadao je zajedno s jezicima Kipea i Sabuya Indijanaca jezičnoj porodici caririan. Ovome ide u prilog i to što Adalberto Ferreira da Silva kaže da su Tingui-Botó porijeklom od Cariri Indijanaca, a ne od plemena Xokó kako to žele dokazati W. D. Hohenthal Jr. (1960. As tribos indígenas do médio e baixo São Francisco) i A. Duarte (1969. Tribos, aldeias e missões de índios nas Alagoas). Ima ih oko 800 (1986 SIL).

## Vanjske poveznice
- Tingui Botó